# Université de l'Est du Michigan
L'université de l'Est du Michigan (en anglais : Eastern Michigan University), ou EMU, est une université publique américaine fondée en 1849, située à Ypsilanti dans le Michigan. Dans les années 2000, elle accueille plus de 22 000 étudiants.

## Personnalités liées à l'université

### Étudiants
- Annah May Soule (1859-1905) professeure américaine d'économie politique et d'histoire des États-Unis du Mount Holyoke College

- Laura Dickinson, assassinée sur le campus en décembre 2006.

### Docteurshonoris causa
- Evelyn Berezin (1925-2018)